# Isla de Aserradores

Isla de Aserradores är en ö i El Viejo, Nicaragua, längs Stilla Havskusten. De ligger öster om Aposentillo på andra sidan av Estro de Aserradores. Ön är känd för sitt rika fågelliv.
Öns yta är cirka 3 km2, men förändras över tiden med skiftande sanddyner och vattenströmmar. Ön sträckte sig tidigare längre söderut och inkluderade då en bit som nu är en del av Isla Maderas Negras. Ön är mestadels platt, men längst i väster ligger en kulle vid namn Isla del Cerro de Aserradores, som tidigare var en egen ö. Längs den södra delen av ön sträcker sig en lång sandstrand.